# Nikolai Topor-Stanley
Nikolai David Topor-Stanley (Canberra, 11 marzo 1985) è un ex calciatore australiano, di ruolo difensore.

## Statistiche

### Cronologia presenze e reti in nazionale
| Cronologia completa delle presenze e delle reti in nazionale ― Australia | Cronologia completa delle presenze e delle reti in nazionale ― Australia | Cronologia completa delle presenze e delle reti in nazionale ― Australia | Cronologia completa delle presenze e delle reti in nazionale ― Australia | Cronologia completa delle presenze e delle reti in nazionale ― Australia | Cronologia completa delle presenze e delle reti in nazionale ― Australia | Cronologia completa delle presenze e delle reti in nazionale ― Australia | Cronologia completa delle presenze e delle reti in nazionale ― Australia |
| Data                                                                     | Città                                                                    | In casa                                                                  | Risultato                                                                | Ospiti                                                                   | Competizione                                                             | Reti                                                                     | Note                                                                     |
| ------------------------------------------------------------------------ | ------------------------------------------------------------------------ | ------------------------------------------------------------------------ | ------------------------------------------------------------------------ | ------------------------------------------------------------------------ | ------------------------------------------------------------------------ | ------------------------------------------------------------------------ | ------------------------------------------------------------------------ |
| 22-6-2008                                                                | Adelaide                                                                 | Australia                                                                | 0 – 1                                                                    | Cina                                                                     | Qual. Mondiali 2010                                                      | -                                                                        |                                                                          |
| 13-10-2014                                                               | Doha                                                                     | Qatar                                                                    | 1 – 0                                                                    | Australia                                                                | Amichevole                                                               | -                                                                        |                                                                          |
| Totale                                                                   |                                                                          | Presenze                                                                 | 2                                                                        |                                                                          | Reti                                                                     | 0                                                                        |                                                                          |

## Palmarès

### Club

#### Competizioni internazionali
- AFC Champions League: 1

Western Sydney Wanderers: 2014